# Bob Downs
Robert Downs (Basildon, 24 de julho de 1955), mais conhecido como Bob Downs, é um ex-ciclista britânico. Representou o Reino Unido nos Jogos Olímpicos de 1980, em Moscou.